# Der Fall Maurizius (1954)
Der Fall Maurizius (Originaltitel: L’affaire Maurizius) ist der Titel eines auf dem gleichnamigen Roman von Jakob Wassermann basierenden französisch-italienischen Justiz- und Kriminaldramas aus dem Jahre 1954 mit Daniel Gélin, Madeleine Robinson, Adolf Wohlbrück und Charles Vanel in den Hauptrollen. Regie führte Julien Duvivier.

## Handlung
Die Geschichte spielt auf zwei Zeitebenen in Zürich und Bern; einmal in der Jetztzeit (1953) und einmal mit Rückblenden 1935.
Der sich leidenschaftlich der Gerechtigkeit verschreibende Etzel Andergast ist der Sohn des Staatsanwalts Wolf Andergast, eines juristischen Ehrgeizlings und, wenn es der eigenen Karriere dient, auch Scharfmachers. Eines Tages findet der äußerst sensible junge Mann heraus, dass sein Vater der Ankläger in einem Prozess war, in dem das Gericht Leonhard Maurizius lediglich auf Grund zweifelhafter Indizien und unbewiesener Vermutungen wegen Mordes an seiner älteren Ehefrau Elisabeth zu schwerem Kerker verurteilt hat. Etzel ringt daraufhin seinem Vater das Versprechen ab, sich des seit 18 Jahren zu den Akten gelegten Falles erneut anzunehmen. Maurizius wurde damals zu zwanzig Jahren Haft verurteilt, und dieser für Wolf Andergast erfolgreich verlaufene Prozess ebnete perfekt die Karriere des damals noch in seinen beruflichen Anfängen befindlichen Staatsanwaltes. Etzel sammelt mit heiligem Ernst und Eifer im Kampf für die Gerechtigkeit als höchstes, juristisches Gut alle Beweise von einst, die die Unschuld des Verurteilten belegen könnten, zusammen, um den Fall Maurizius erneut aufrollen zu können. Nach der Sichtung und Gewichtung der Indizien kommt er zum Schluss, dass Anna Jahn, die Schwägerin des Verurteilten, die Täterin sein müsse.
Das entscheidende Eingeständnis erfolgt durch den mysteriösen Gregor Waremme, der einst als Kronzeuge für die mutmaßliche Schuld Maurizius’ ausgesagt hatte. Er berichtet von Annas Schwestermord mit dem Revolver, dass Anna Leonard Maurizius geliebt hätte und dass sie diese, ihre, verbotenen Gefühle zu dem verheirateten Schwager sowohl sich als auch ihm nicht verzeihen konnte. Daraufhin setzt sich Oberstaatsanwalt Andergast, der mittlerweile durch das selbstlose Engagement seines Sohnes Zweifel an seinem einstigen Tun entwickelt und von sich aus in dieser Angelegenheit aktiv wurde, für die Freilassung von Leonhard Maurizius ein. Für ihn ist dieses späte Engagement auch der Versuch einer Katharsis, der Wunsch, sich einer Schuld zu stellen und die Folgen bedenkenlosen Ehrgeizes in jungen Jahren zu hinterfragen. Doch seine Erkenntnisse sind nicht die des Sohnes. Oberstaatsanwalt Andergasts Rehabilitationsversuch Leonards ist nur halbherzig, er beabsichtigt, Maurizius auf dem Gnadenweg freizubekommen, obwohl der Mann erwiesenermaßen unschuldig ist und keine staatliche „Gnade“ benötige, wie Etzel seinem Vater vorwirft. Maurizius ist bei seiner Entlassung längst ein alter und gebrochener Mann und sieht keine Möglichkeit mehr, sich in der derzeitigen Gesellschaft wiedereinzugliedern und seinen zerstörten Leumund wiederherzustellen. Bar jeder Rehabilitierungsmöglichkeit und vollkommen isoliert, bringt sich Leonard Maurizius um. Von diesem Verzweiflungsakt zutiefst getroffen, entscheidet sich Etzel Andergast fortan seinem Kampf einer Justiz zu widmen, die sich stets ihrer Verantwortung gegenüber dem Individuum bewusst ist.

## Produktionsnotizen
Der Fall Maurizius wurde innerhalb von zwei Monaten, vom 2. November 1953 bis zum 2. Januar 1954 gedreht und am 4. Juni 1954 uraufgeführt. In Deutschland lief der Film am 29. Oktober desselben Jahres an. Die bundesdeutsche Fernseherstausstrahlung erfolgte am 22. Juni 1970 um 20.15 Uhr im ZDF.
Louis Wipf übernahm die Produktionsleitung. Die Filmbauten entwarf Max Douy, assistiert von Jean André und Jacques Saulnier, die Kostüme Rosine Delamare.
Auf dem Filmfestival von Karlsbad erhielt Charles Vanel 1954 den Preis als bester Schauspieler.

## Kritiken
Im Lexikon des Internationalen Films heißt es: „Duvivier hat den Roman … von Jakob Wassermann dicht und überzeugend als Anklage gegen Rechtsmißbrauch und menschliches Versagen inszeniert.“